# (400905) 2010 RC184
(400905) 2010 RC184 es un asteroide perteneciente al cinturón de asteroides, descubierto el 9 de febrero de 2007 por el equipo del Mount Lemmon Survey desde el Observatorio del Monte Lemmon, Arizona, Estados Unidos.

## Designación y nombre
Designado provisionalmente como 2010 RC184.

## Características orbitales
2010 RC184 está situado a una distancia media del Sol de 2,997 ua, pudiendo alejarse hasta 3,224 ua y acercarse hasta 2,770 ua. Su excentricidad es 0,075 y la inclinación orbital 9,152 grados. Emplea 1895,71 días en completar una órbita alrededor del Sol.

## Características físicas
La magnitud absoluta de 2010 RC184 es 16,5.